# Водеяр
«Водеяр» (Кременчуг) — украинская мини-футбольная команда, участник чемпионата Украины по мини-футболу с 1993 по 1996 годы.
«Водеяр» дебютировал в высшей лиге чемпионата Украины по мини-футболу в 1993 году, став второй командой из Кременчуга. Ранее в чемпионате выступал кременчугский «Синтез», правопреемником которого стал «КрАЗ», также игравший в сезоне 1994 года. По результатам турнира «Водеяр» занял высокое, как для новичка, шестое место. Руководил командой играющий тренер Сергей Шаманский. Команда также вошла в число восьми участников финального турнира кубка страны, но не сумела пробиться в полуфинал.
В следующих двух сезонах «Водеяр» занял соответственно восьмое и тринадцатое место, после чего команда прекратила выступления в высшей лиге чемпионата Украины.
Среди известных игроков клуба — Игорь Шабанов и Виктор Вихарев, приглашавшиеся в сборную страны по мини-футболу.